# Ruki Vverkh!
Ruki Vverkh! (en ruso: Руки Вверх, "manos arriba") es un grupo musical ruso de pop y tecno pop formado en 1996 por Sergey Zhukov y Aleksey Potekhin. 
La banda tuvo notoriedad en los años 90 con temas como Pesenka, el cual ha sido versionado por varios artistas internacionales.

## Historia
Ambos integrantes coincidieron en 1991 en un programa de la emisora radiofónica Europa Plus que emitía desde Samara.
En 1995 se reúnen en Moscú con el productor Andrey Malikov, el cual pasó a encargarse del desarrollo industrial del dúo.
Posteriormente se incorporarían Yelizaveta Rodnyanskaya y Dmitriy Sapozhnikov en sustitución de Potekhin.
En 2006 se tomaron un descanso hasta 2012, año en el que anunciaron su regreso.

## Discografía
- Dyshite ravnomerno (1997)
- Dyshite ravnomerno (+4 new songs) (1997)
- Ruki vverh, Doktor Shlyager! (1997–98)—album cover version and remix of song by Vyacheslav Dobrynin
- Sdelay pogromche! (1998)
- Sdelay esthyo gromche! (1998)
- Sdelay esthyo gromche! (+4 new songs) (1998)
- Bez tormozov (1999)
- Sovsem bez tormozov (1999–2000)
- Crazy (1999–2000)—unofficial album (the songs are in English)
- Zdravstvuy, eto ya! (2000)
- Ne boysya, ya s toboy (2001)
- Malenkie devochki (2001)
- Ogon' (2001–02)—unofficial album
- Konec popse, tantsuyut vse (2002)
- Mne s toboyu horosho (2003)
- A devochkam tak holodno (2004)
- Fuc*in' Rock'n'Roll (2005)
- Pozovi menya, ne goni menya (2005)
- Otel (2005)
- Otkroy mne dver (2012)
- The Best (2013)